# Kaliphoraceae
Kaliphoraceae é o nome botânico de uma família de plantas dicotiledóneas. A família com este nome raramente é reconhecida pelos sistemas de taxonomia vegetal. No sistema APG (1998) esta família tem posição incerta, não sendo colocada em nenhuma ordem.
O sistema APG II (2003) não reconhece a família e coloca as plantas em causa na família Montiniaceae.
O sistema Angiosperm Phylogeny Website indica esta família como sinónima de Montiniaceae.
No caso de ser aprovada, é uma família muito pequena, que ocorre em Madagáscar.